# Kecamatan Banyuasin II
Kecamatan Banyuasin II är ett distrikt i Indonesien.   Det ligger i provinsen Sumatera Selatan, i den västra delen av landet, 500 km nordväst om huvudstaden Jakarta.